# Liga Mexicana de Béisbol 1929
La Temporada 1929 de la Liga Mexicana de Béisbol fue la quinta edición. Para este año hubo una reducción de 7 a 5 equipos, adicionalmente hubo dos cambios de sede. Desaparecieron los equipos de Carmona de México, Pachuca de Hidalgo, Policía del DF y Sindicato de México. En su lugar ingresaron los equipos de Azcapotzalco y Delta de México. El calendario constaba de 16 juegos que se realizaban solamente los fines de semana, el equipo con el mejor porcentaje de ganados y perdidos se coronaba campeón de la liga. 
Chiclets Adams de México obtuvo el único campeonato de su historia al ganar una serie final contra el Delta de México 2 juegos a 1, ya que ambos equipos terminaron empatados en primer lugar con 11 ganados y 5 perdidos, con 4 juegos de ventaja sobre los Tigres de Comintra y Bravo Izquierdo de Puebla. El mánager campeón fue Agustín Suárez.

## Equipos participantes
| Liga Mexicana de Béisbol 1929 |           |                |
| Equipo                        | Fundación | Ciudad         |
| Azcapotzalco                  | 1929      | México, D. F.  |
| Bravo Izquierdo de Puebla     | 1928      | Puebla, Puebla |
| Chiclets Adams de México      | 1928      | México, D. F.  |
| Delta de México               | 1929      | México, D. F.  |
| Tigres de Comintra            | 1928      | México, D. F.  |

## Posiciones
| Liga Mexicana de Béisbol | Liga Mexicana de Béisbol | Liga Mexicana de Béisbol | Liga Mexicana de Béisbol | Liga Mexicana de Béisbol |
| Equipo                   | JG                       | JP                       | PCT                      | JV                       |
| ------------------------ | ------------------------ | ------------------------ | ------------------------ | ------------------------ |
| Chiclets Adams           | 11                       | 5                        | .688                     | -                        |
| Delta                    | 11                       | 5                        | .688                     | -                        |
| Comintra                 | 7                        | 9                        | .438                     | 4.0                      |
| Puebla                   | 7                        | 9                        | .438                     | 4.0                      |
| Azcapotzalco             | 4                        | 12                       | .250                     | 7.0                      |

| Empatados en primer lugar, por lo que se jugó una Serie por el Campeonato |